# Aranjuez (Medellín)
La Comuna n.º 4 Aranjuez es una de las 16 comunas de la ciudad de Medellín, capital del Departamento de Antioquia. Está localizada en la zona nororiental de la ciudad, limita por el norte con las comunas n.º 1 y 2 Popular y Santa Cruz; por el oriente con la comuna n.º 3 Manrique; por el occidente con el río Medellín y por el sur con la comuna n.º 10 La Candelaria. Alberga un total de 135 167 habitantes y tiene una extensión de 487.72 hectáreas que corresponden al 30.9 % de la zona nororiental.

## Historia
Su conformación inicial data de principios del siglo XIX y su proceso de desarrollo inició por el sistema de urbanización; se transformó en un desarrollo de asentamientos espontáneos a la década 1950; de ahí la poca relación de la conformación urbana con la topografía y la carencia de espacios públicos.
Hoy en día se ha convertido en un lugar muy habitado y con muchos sitios públicos, tales como canchas sintéticas, parques recreativos, etc.

## Geografía
El área total de Aranjuez es de unos 487.72 hectáreas que corresponden al 30.9 % de la zona nororiental. La topografía que presenta este territorio, comparablemente con las otras comunas de la zona nororiental es la de pendientes menos abruptas. 
Morfológicamente presenta la trama urbana más regular de toda la zona nororiental donde se incorpora la manzana castellana (80x80) y se demarcan secciones viales adecuadas con calzadas de 10.5 metros, zona verde y andén.
Hidrográficamente está surcada por las quebradas: La Bermejala, La Máquina, Santa Inés, El Molino, Remolino, La Rosa, Las Perras, La Honda y El Ahorcado; estas dos últimas con grandes antecedentes de catástrofe e inundaciones en los sectores de puerto nuevo (La Rosa), Moravia (El Molino,  La Bermejala), San Pedro (El Ahorcado), y al barrio Sevilla la quebrada el Molino, a las cuales se les viene realizando complejos tratamientos hidráulicos por parte de instituto Mi Río.

## Demografía
| Rango de edad | n.º de habitantes | % Porcentaje |
| ------------- | ----------------- | ------------ |
| 0 - 14        | 42 027            | 31.0         |
| 15 - 39       | 58 014            | 42.9         |
| 40 - 64       | 28 472            | 21.0         |
| 65+           | 6 654             | 4.9          |
| Total         | 135 167           | 100.0        |

De acuerdo con las cifras presentadas por el Anuario Estadístico de Medellín de 2005, la población residente en la Comuna n.º 4 Aranjuez es de 135 167 habitantes de los cuales 72 944 son mujeres y 62 223 son hombres. 
Como se observa en el cuadro, la mayoría de la población se encuentra por debajo de los 39 años con un 73.9 %, del cual el mayor porcentaje lo aporta la población adulta joven con rango de edad entre los 15 y 39 años, con un 42.9 % del total de la población. Sólo un 4.9 % representa a los habitantes mayores de 65 años es decir la población de la tercera edad.
Según las cifras presentadas por la Encuesta Calidad de Vida 2005 el estrato socioeconómico que predomina en Aranjuez es el 3 (medio-bajo), el cual comprende el 61.4 % de las viviendas, seguido por el estrato 2 (bajo), que corresponde al 28.7 %, y el estrato 1 (bajo-bajo) con el 9.9 %, estas condiciones socioeconómicas caracterizan la totalidad de los barrios de esta comuna.
Aranjuez se desarrolla en una extensión de 487.72 hectáreas con una densidad de 277 habitantes por hectárea, que junto con Manrique, muestran una densidad relativamente baja comparándolas con las demás comunas de la zona nororiental.

### Etnografía
Según las cifras presentadas por el DANE del censo 2005, la composición etnográfica de la comuna es: 
- Mestizos & Blancos (89,8 %)
- Afrocolombianos (10,1 %)
- indígenas (0,1 %)

## División

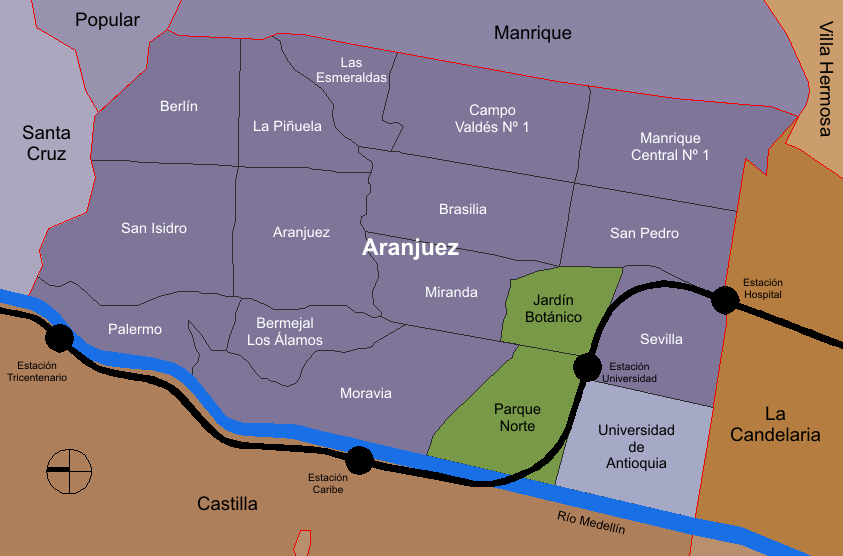
Aranjuez, división barrial.

La Comuna Nro. 4 Aranjuez está conformada por 14 barrios (ver nota) y 3 áreas institucionales:
| - Berlín (También llamado San Nicolás de Tolentino, y aún llamado así generalmente por sus habitantes, y localización actual del Parque principal de la Comuna de Aranjuez que lleva el nombre de San Nicolás de Tolentino, pero nombrado por los habitantes cómo parque de Aranjuez ) - San Isidro - Palermo - Los Álamos - Moravia (Anteriormente área institucional, contiene aún algunos sectores con asentamientos invasivos subnormales) - Sevilla. - San Pedro es el barrio más antiguo de la comuna su formación se comprende entre los años 1870 y 1906, al norte del cementerio San Vicente y día cementerio de San Pedro. - Manrique Central Nro. 1, es el segundo barrio con urbanismo más antiguo de la comuna 4 Aranjuez, data del año 1910, aunque su población total se dio en los años 20 a sus finales. - Campo Valdés Nro. 1, barrio que data de inicios de los años 20 - Las Esmeraldas - La Piñuela - Aranjuez (llamado San Cayetano por sus habitantes y no Aranjuez. Anteriormente conformaba el antiguo corregimiento Aranjuez, hoy día dividido en barrios, cómo son San Isidro, Palermo, Aranjuez, los álamos, y un sector del barrio Moravia llamado el oasis y buena parte de la finca Lídice, propiedad de alemanes. Hoy día es el barrio Berlín en su mayoría). - Brasilia - Miranda - Universidad de Antioquia (área Institucional) - Jardín Botánico (área Institucional) - Parque Norte (área Institucional) - Parque Explora (área Institucional) |

Nota: Una particularidad de esta comuna surge en la contradicción en la manera como algunos de estos barrios son llamados por sus habitantes con respecto a la manera oficial en que son referenciados por parte de la municipalidad: Los habitantes originales de ella llamaban Lídice al Barrio que hoy se llama Berlín, y llamaban mangas de Berlín a los sectores aledaños a una quebrada cercana a ese barrio. Cuando se construyó el Templo de San Nicolás de Tolentino, en el lugar donde antes estaba un templo dedicado a San Francisco de Paula, se construyó también un Parque que es ahora conocido como el Parque de Aranjuez que es el que le da el nombre a la Comuna. Después se diseñó, justo en los alrededores de ese parque, un barrio amplio que se llamaría oficialmente Berlín, aunque los habitantes lo llamaban lídice y después Aranjuez, y en los terrenos aledaños a ese barrio se formó otro con características arquitectónicas diferentes, pero que también se le llamó Aranjuez. Cuando en ese último sector se construyó el templo de San Cayetano, pasó a tomar ese nombre para los lugareños, aunque para las autoridades municipales había tomado el nombre oficial de Aranjuez. Después los habitantes de los otros barrios circundantes empezaron a usar el nombre Aranjuez para referirse a su propio barrio, con lo que la frontera del barrio Aranjuez para los habitantes de la comuna incluye los actuales: Berlín, San Isidro, Palermo, y Los Álamos, dejando así, paradójicamente, al Barrio San Cayetano fuera de esa definición que es el que para la municipalidad es el oficial barrio Aranjuez.

## Infraestructura vial y transporte
La comuna cuenta con acceso a cuatro estaciones de metro: Tricentenario, Caribe, Universidad y Hospital. Además de 8 estaciones de metroplús: Parque de Aranjuez, Berlín, Las Esmeraldas, Manrique, Gardel, Palos Verdes, Hospital y Ruta N. También el barrio se beneficia con rutas alimentadoras del metro. Cuenta con varias rutas de bus que terminan en la comuna o pasan por ellas: 002, 006, 008, 022, 023, 024, 041A y 042.
En cuanto a vías, Aranjuez no cuenta con una avenida principal que la atraviese por completo. La principal vía es la Carrera 52 (Carabobo), siendo de ambos sentidos desde la calle 95 hacia el norte y de sentido único al sur hacia el centro. La carrera 53 en la zona del Parque Norte es la Avenida del Ferrocarril, que comunica hacia el centro y el sur. La carrera 49 (Venezuela) es de sentido norte, comunicando a la Avenida Oriental con el Parque, y por la carrera 50 (Palacé) desde San Pedro hacia la Avenida Oriental. Las calles principales son la 92 que es de completo comercio, las calles 93 y 94 que derivan al Puente Madre Laura hacia Castilla, la calle 77 (Puente del Mico) que comunica con la Terminal del Norte, y la calle 67 (Barranquilla) que comunica con la Autopista Norte y la carrera 65 y limita con La Candelaria.
Un cambio importante que está afectando positivamente a la comuna n.º 4 - Aranjuez, es la aparición de la Línea 1 del Sistema Integrado de Transporte del Valle de Aburrá (SITVA), el cual se caracteriza por ser un autobús de tránsito rápido, cuya primera fase de operación inició en el año 2011, correspondiente al corredor troncal Medellín que va desde la estación Cabecera Universidad de Medellín en la comuna n.º 16 - Belén, hasta la Estación Parque de Aranjuez en el sector nororiental de la ciudad, estará a cargo de la empresa Metro de Medellín Ltda., en virtud de los alcances del Convenio Interadministrativo suscrito entre esta empresa y el Municipio de Medellín el día 3 de febrero de 2011. Esta empresa además se encargará de las actividades de Recaudo, Control y Comunicaciones (RCC), Administración de Estaciones, Administración del Sistema y del proceso licitatorio para la operación de las rutas alimentadoras al sistema en las cuencas de influencia del mismo.

## Sitios de interés

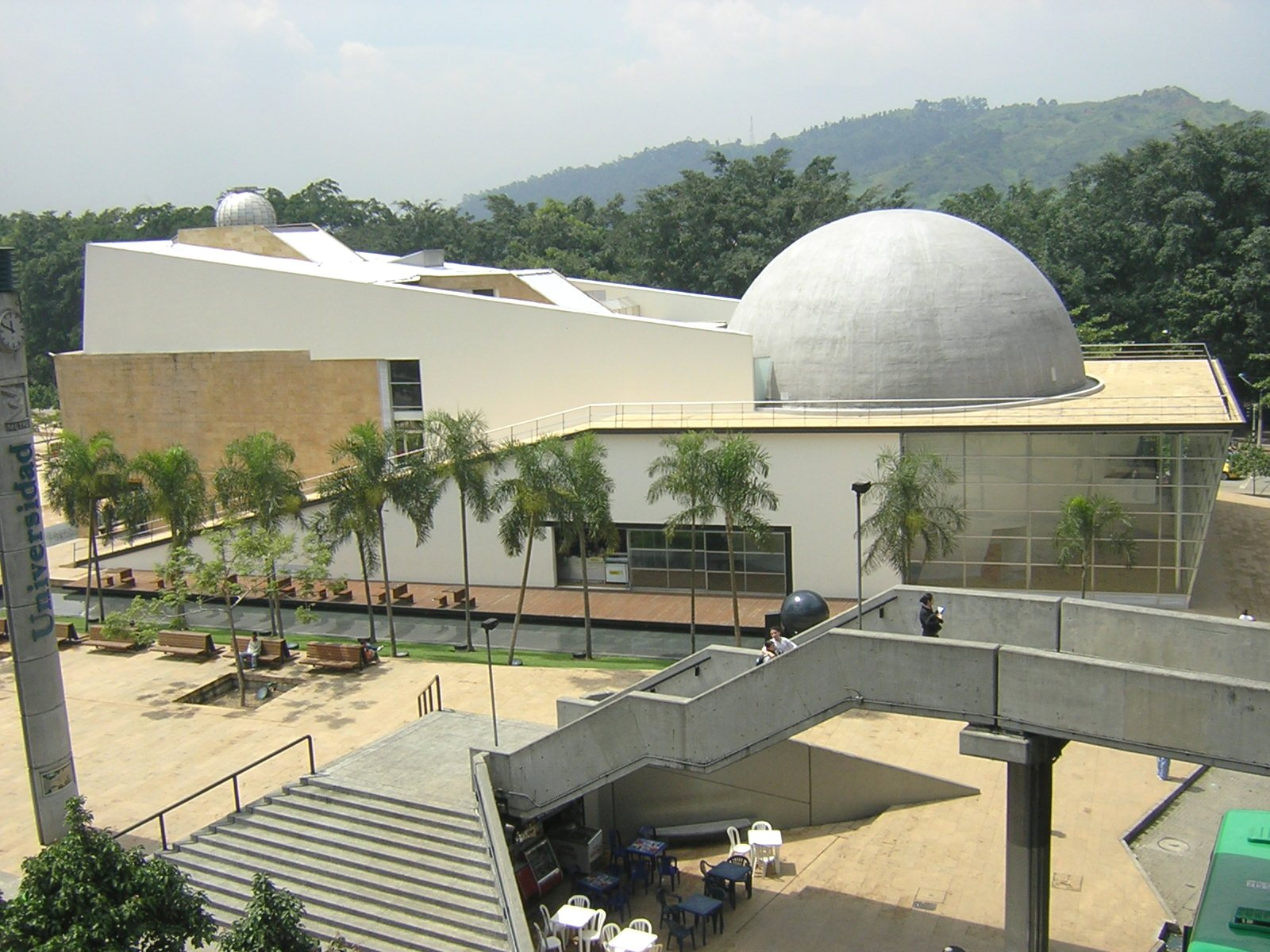
Planetario de Medellín, ubicado en el Parque de los Deseos, Barrio Sevilla, Comuna Aranjuez.

Esta comuna cuenta con varios puntos de referencia y lugares de encuentro de importancia para la ciudad.
- Parque Norte
- Ruta N
- Parque de Aranjuez
- Jardín botánico de Medellín
- Museo Cementerio San Pedro
- Casa Museo Pedro Nel Gómez
- Planetario de Medellín
- Parque de los Deseos
- Ciudad Universitaria, Universidad de Antioquia
- Parque Explora
- Centro de Desarrollo Cultural de Moravia